# Gréville-Hague
 Gréville-Hague  là một xã thuộc tỉnh Manche trong vùng Normandie tây bắc nước Pháp. Xã này nằm ở khu vực có độ cao trung bình 0-167 mét trên mực nước biển.